# Osmia latisulcata
Osmia latisulcata är en biart som beskrevs av Michener 1936. Osmia latisulcata ingår i släktet murarbin, och familjen buksamlarbin. Inga underarter finns listade i Catalogue of Life.